# Ёсигахара, Ноб
Ноб Ёсигахара (芦ヶ原伸之, Nobuyuki Yoshigahara, Нобуюки Ёсигахара, 27 мая 1936, Токио — 19 июня 2004) один из наиболее известных изобретателей, коллекционер и популяризатор головоломок.
Ноб окончил Токийский технологический институт по специальности «прикладная химия». Оставив карьеру в области высокополимерной инженерии, Ноб стал учителем химии и математики средней школы.
Ноб изобрел свою первую механическую головоломку в 1955 году в возрасте девятнадцати лет. За свою жизнь он создал около 200 механических головоломок, около восьми миллионов их копий было продано в Японии и Америке. Головоломка «Час пик», выпущенная компанией ThinkFun, является одной из самых популярных головоломок своего времени. Она получила четырнадцать наград от образовательных и популярных публикаций.
Ноб был автором статей для многих популярных журналов, включая Quark, написал более 80 книг о головоломках. Он также создал несколько компьютерных программ для решения математических головоломок.
Ноб был активным участником International Puzzle Party. В 2005 году конкурс создателей головоломок «International Puzzle Party» был переименован в «Nob Yoshigahara Puzzle Design Competition».
В 2003 году Ассоциация «Game & Puzzle Collectors» наградила Ноба премией «Sam Loyd Award», присуждаемой авторам, внесшим значительный вклад в мир механических головоломок.